# Annie Haslam
Annie Haslam (Bolton (Lancashire), 8 juni 1947) is een Engels zangeres, componiste en liedjesschrijfster, bekend geworden als zangeres van de Britse progressieve rockband Renaissance.
Haslam was modestudente toen ze begon met zangles van operazangeres Sybil Knight in 1970. Toen ze in 1971 een advertentie in een tijdschrift zag waarin een zangeres voor Renaissance werd gevraagd deed ze auditie en werd aangenomen.
Met Renaissance maakte Haslam de albums waarmee de groep nationaal en internationaal doorbrak: Prologue (1972), Ashes Are Burning (1973), Turn of the Cards (1974), Scheherazade and other stories (1975) en Novella (1977).
In 1977 besloot Haslam een solocarrière te starten en bracht het album Annie in Wonderland uit (geproduceerd door Roy Wood). Producer Wood speelde nagenoeg alle instrumenten en zong ook een duet met Haslam. In de jaren daarna zou Haslam nog acht studioalbums uitbrengen, waarvan drie op haar eigen platenlabel White Dove. Ook werkte ze met Steve Howe op een aantal van diens projecten.
Tegenwoordig woont Haslam in Bucks County, Pennsylvania.

## Discografie
- 1977: Annie in Wonderland
- 1985: Still Life
- 1989: Annie Haslam
- 1994: Blessing in Disguise
- 1995: Tales From Yesterday (Yes tribute Album) (guest vocalist)
- 1998: Live Under Brazilian Skies
- 1999: The Dawn of Ananda
- 1999: Portraits of Bob Dylan van Steve Howe (album) (gastzangeres)
- 2000: It Snows in Heaven Too
- 2002: One Enchanted Evening
- 2005: Icon by John Wetton & Geoff Downes (album) (gastzangeres)
- 2006: Miles of Music by Bob Miles (gastzangeres)
- 2006: Live Studio Concert
- 2006: Night and Day EP met Magenta geschreven voor Haslam door Rob Reed en Christina Booth
- 2007: Woman Transcending